# Прушкувский замок
Прушкувский замок (пол. Zamek w Prószkowie, нем. Proskauer Schloss) — барочный замок в городе Прушкуве Опольского повята Опольского воеводства в Польше.

## История

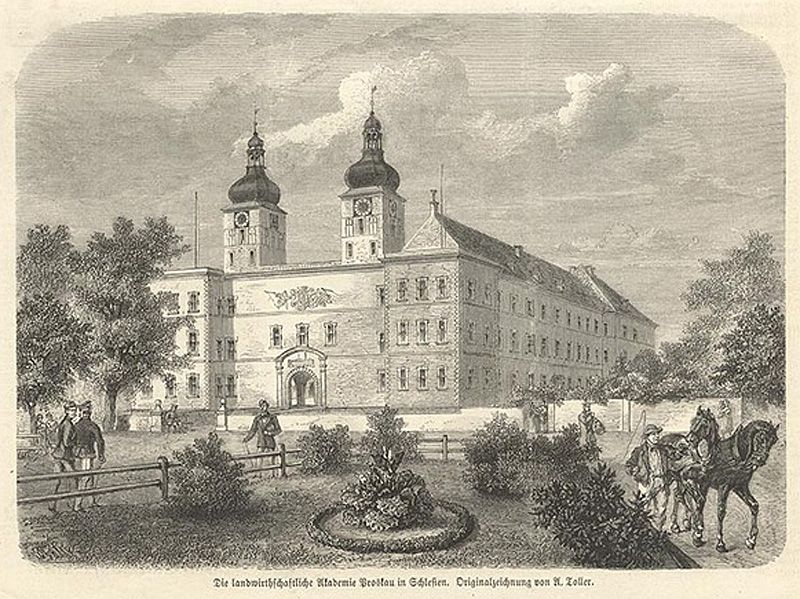
Замок в 1860 году

Прушкувский замок был построен в ренессансном стиле графом Георгом фон Проскау в 1563 году на месте уже существующих укреплений. Во время Тридцатилетней войны, в 1644 году, замок подожгли шведы. В 1677—1683 годах под руководством итальянского архитектора Джованни Сереньо, замок был перестроен в стиле барокко. Именно в это время были сооружены две башни во фронтальной части замка, которые существуют по сей день.
До 1769 года замок находился в собственности рода фон Проскау. В 1769 году, после смерти графа Леопольда фон Проскау, замок перешел во владение к его родственнику, князю Карлу Максимилиану фон Дитрихштайну, а в 1783 году — стал собственностью прусского короля Фридриха II.
На протяжении 1845—1847 годов интерьер замка был приспособлен для работы Прушкувской сельскохозяйственной академии. После ее переезда в Берлин, в 1881 году, здесь находилась сельскохозяйственная школа (до 1923 года). В 1930 году здесь была оборудована больница для психически больных.
В наше время в замке находится дом социальной помощи, который был основательно отремонтирован в 2011 году.

## Галерея

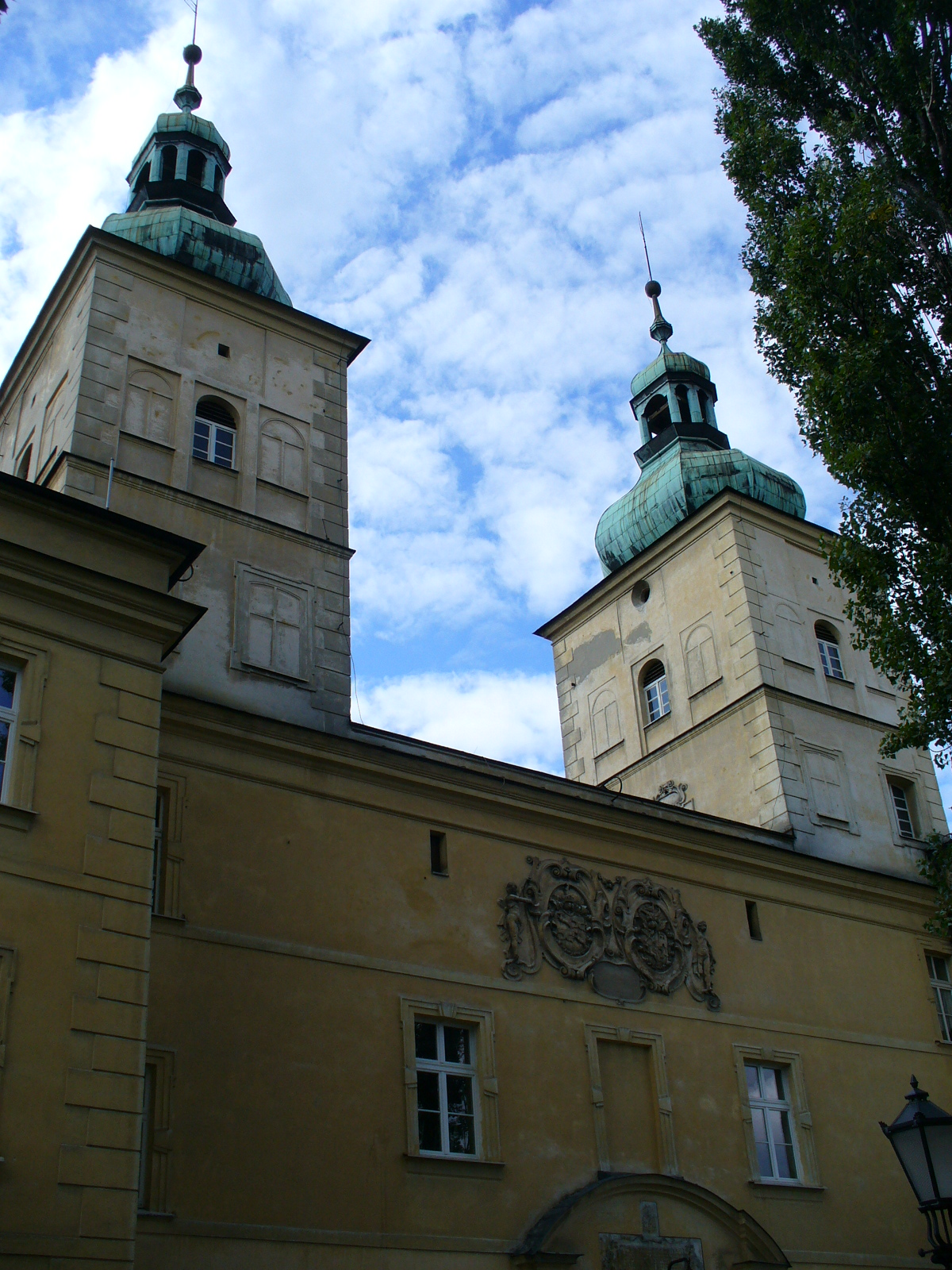
Башни замка
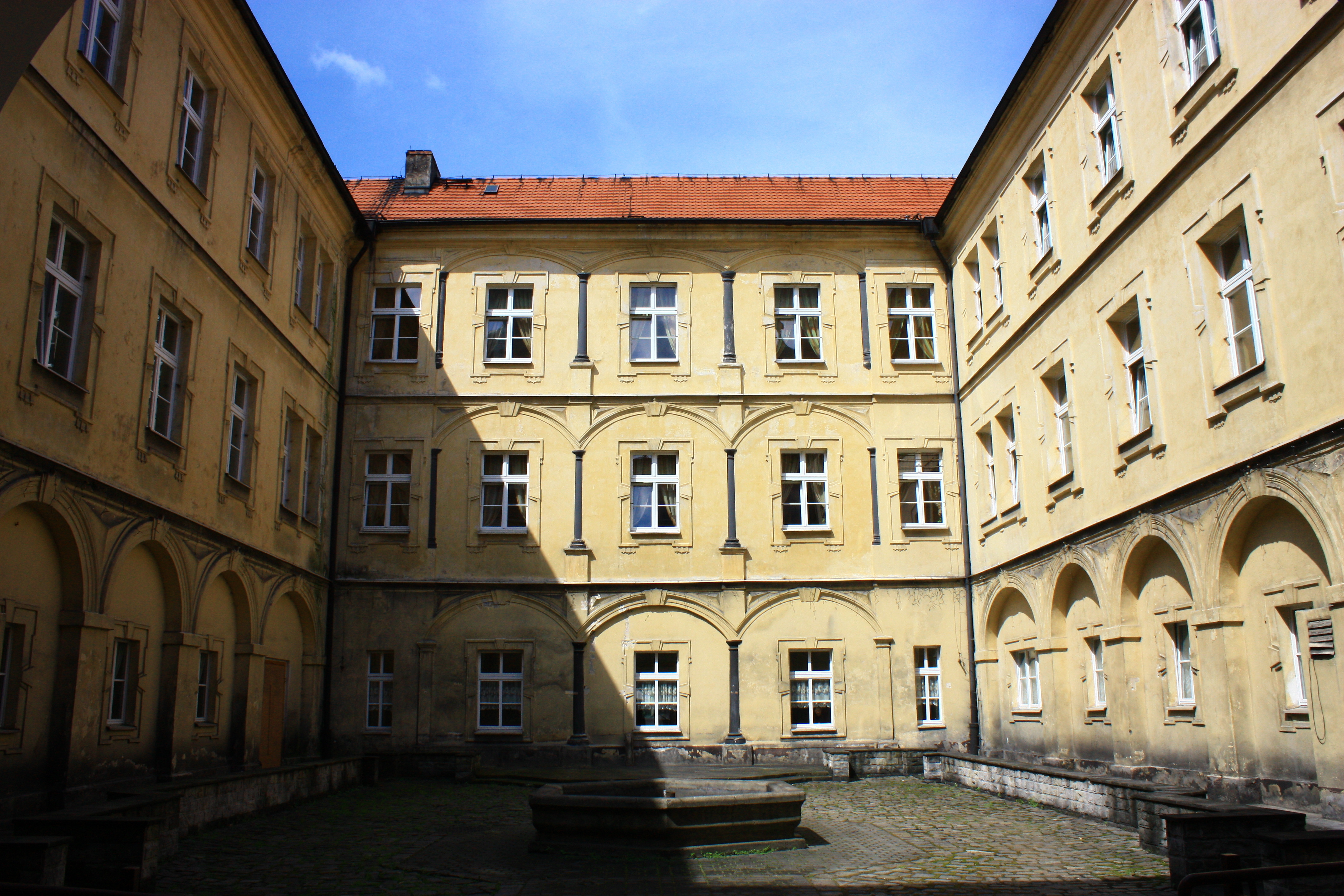
Замковий двор